# Rókamanguszta

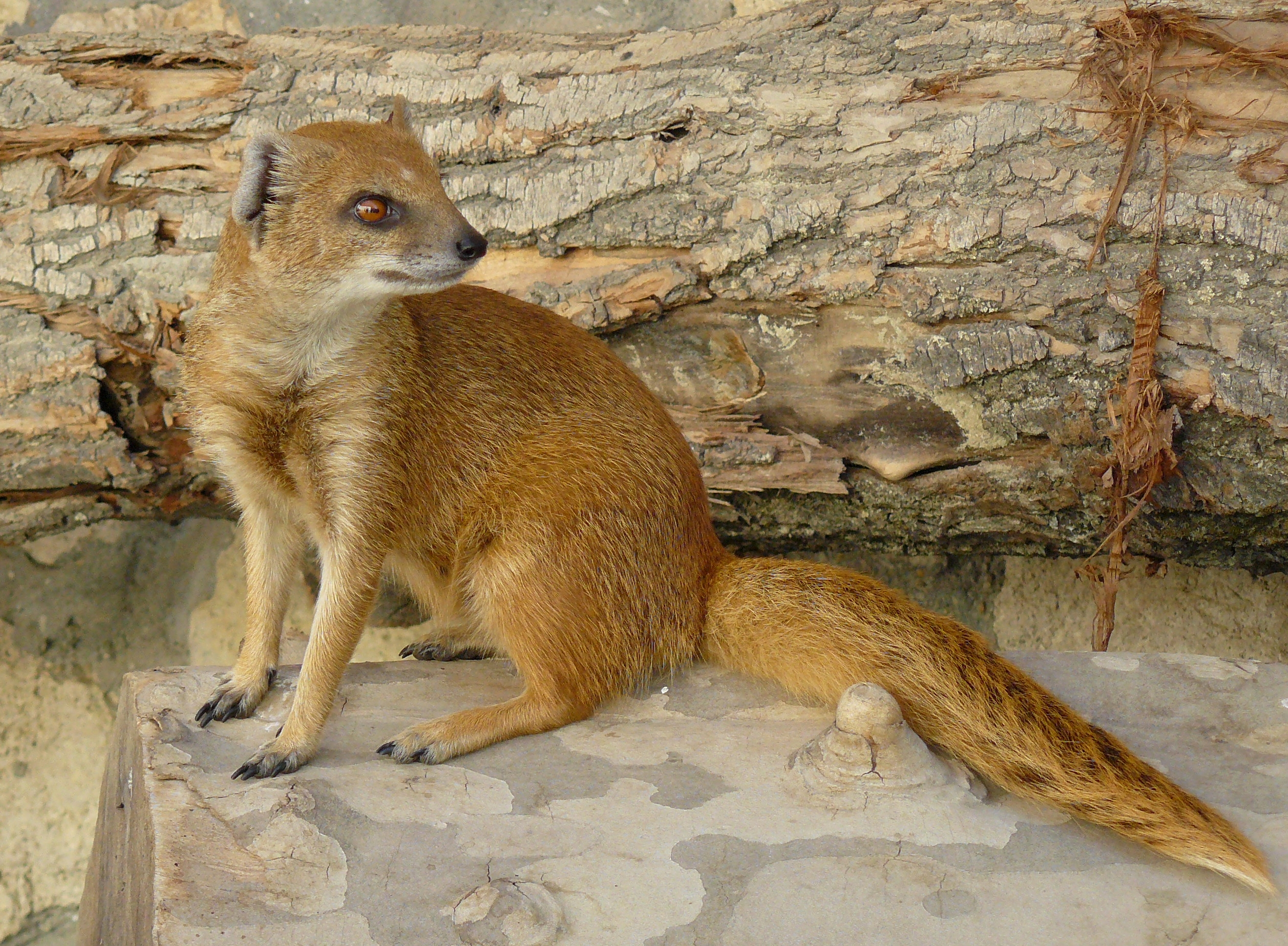
Az Állatkertben

A rókamanguszta vagy más néven sárga mongúz (Cynictis penicillata) első pillantásra megkülönböztethető a többi mongúzfélétől, mert mellső lábain öt, a hátsókon viszont négy ujja van.

## Elterjedése
A rókamanguszta Dél-Afrikában a Jóreménység fokától a dél-afrikai homokos sivatagig él; előfordul még Namíbia, Botswana, Zimbabwe területén valamint Angola déli részén is; helyenként az ugrónyúl (Pedetes caffer) lyukaiban üt tanyát.

## Megjelenése
Felépítése – különösen koponyaalkata – és életmódja is a szurikátához áll igen közel; attól külsőleg leginkább hosszú, bozontos rókafarka különbözteti meg. Törzse 40, farka további 30 cm hosszú. Egyenletesen világosvörös vagy sárgásbarna alapszíne a fején és végtagjain sötétebb, a hasoldalon világosabb árnyalatra vált. A farok szőrei ezüstszürkével vegyesek, a farok hegye fehér. Szeme fölött és a felső ajkán hosszú, fekete serték nőnek.

## Életmódja
Egerekkel, madarakkal, tojással, mindenféle ízeltlábúval táplálkozik. Kizárólag nappali állat. A szurikátához hasonlóan gyakorta hátsó lábaira ágaskodik, és úgy figyeli, hogy van-e veszély a környéken. A két faj hasonlósága okán rendszeresen össze is tévesztik őket: így például az Animal Planet tévécsatorna Meerkat Manor c. sorozatát magyarul szurikáta helyett tévedésből Rókamanguszták udvarháza címmel vetítették, mielőtt még rájöttek volna a tévedésre, amikor is helyesbítettek. A címet az ismétlésekben is kijavították.

## Műalkotásokban
A rókamangusztákat (akárcsak rokonaikat, a szurikátákat) többnyire ügyes, leleményes, mókás és gyakorta szimpatikus lényeknek ábrázolják; ilyen például a Disney stúdió: Az Oroszlánkirály c. filmjében Timon. Itt az eredetiben szurikáta van, fordítás során lett belőle rókamanguszta.  
Legismertebb irodalmi feldolgozásukként Yann Martel: Pi élete c. regényében rókamanguszták az úszó sziget lakói.

## Külső hivatkozások
- A faj szerepel a Természetvédelmi Világszövetség Vörös Listáján. IUCN. (Hozzáférés: 2011. június 26.)
- 3. Rókamanguszták